# We Still in This Bitch
We Still in This Bitch è un brano musicale del rapper statunitense B.o.B pubblicato l'8 gennaio 2013 come primo singolo dall'album Underground Luxury. Il singolo vede la partecipazione dei rapper T.I. e Juicy J.

## Classifiche
| Classifica (2013) | Posizione massima |
| ----------------- | ----------------- |
| Canada            | 72                |
| Stati Uniti       | 64                |